# Ariel (1938)
«Аріель» (італ. Ariel) — військовий корабель, міноносець типу «Спіка» підкласу «Альціоне» Королівських ВМС Італії за часів Другої світової війни.
«Аріель» був закладений 29 жовтня 1936 на верфі компанії Cantiere navale di Sestri Ponente в Генуї. 10 травня 1938 увійшов до складу Королівських ВМС Італії.